# Kałyniwka (hromada Woskresenśke)
Kałyniwka (ukr. Калинівка) – wieś na Ukrainie, w obwodzie mikołajowskim, w rejonie mikołajowskim, w hromadzie Woskresenśke. W 2001 liczyła 3471 mieszkańców, spośród których 3213 wskazało jako ojczysty język ukraiński, 228 rosyjski, 9 mołdawski, 2 bułgarski, 1 białoruski, 8 ormiański, 1 gagauski, a 9 inny.

## Urodzeni
- Andrij Bakłan